# Dějiny nacionalismu
Počátek dějin nacionalismu lze spatřovat již v průběhu 18. století, kdy se otázka národa a státu stala tématem řady osvícenských myslitelů, v českém prostředí však lze soustavnější náčrt nacionalistické ideologie vystopovat už na začátek 17. století (pomineme-li tzv. Dalimilovu kroniku či Jeronýma Pražského).
Samotný termín nacionalismus se poprvé objevil ve spisu francouzského protijakobínského kněze Augustina Barruela.
Vznik a vývoj pojmu a později i hnutí označovaného tímto pojmem podnítily nejen hojné osvícenské debaty, ale i rozsáhlé státoprávní změny, které byly započaty francouzskou revolucí a ke kterým v Evropě docházelo následně po celé 19. století (osamostatnění USA, napoleonské války, zánik Svaté říše římské, vznik konzervatismu a liberalismu aj.). V této době se v teoretických diskusích a často i v praxi (první Francouzská republika, USA) začal objevovat pojem občan a koncept lidských a občanských práv zaručující práva na sebeurčení (otázka šíře a mezí tohoto sebeurčení byla místem sporu řady národů, např. Čechů a rakouských Němců na území habsburské monarchie). 

## Francouzská revoluce a napoleonské války
První praktický příklad nacionalismu se zrodil za Velké francouzské revoluce, kdy vůdci revoluce, inspirovaní spisy Jeana-Jacquese Rousseaua, hledali společného jmenovatele pro Francouze, kteří se takřka přes noc stali z poddaných francouzského krále občany Francouzské republiky. Tato změna měla ve své době nedozírný a revoluční význam, neboť po staletích, kdy nejvyšším státním principem byl boží řád a královská autorita, stály náhle na vrcholu státního zřízení ústava a občanský zákoník.[zdroj?]
Vypuknutím válek proti Francouzské republice (tzv. francouzské revoluční války, nebo také koaliční války, v nichž proti Francii bojovaly různé evropské státy, započaly v letech 1792, plynule přešly do napoleonských válek a skončily tedy roku 1815) se utvořila polarita Francie vs. Evropa, která během let často měnila směr i intenzitu. V průběhu bojů však proti Francii nebo v koalici s ní stály všechny ostatní mocnosti Evropy. Tyto boje tak daly vzniknout pocitu národní semknutosti a jednoty (zejména na tehdy rozdrobeném území dnešního Německa a v Rusku), se kterou národní armády čelily nejprve revoluci a poté Napoleonovi.

## 19. století
Během 19. století se charakter nacionalismu velmi měnil, v závislosti na území, ve kterém rozvíjel. Většinou však nabýval dvou základních podob: snahy po autonomii nezávislých území a předstihnutí konkurujících, již autonomních států. Zatímco původně byl spojován s liberálními koncepty, ke konci 19. století již figuroval v rejstříku argumentů národně-sociálních stran, až se ve 20. století stal oporou diktátorských režimů. 

### Úspěšné boje za národní osamostatnění
Po poražení napoleonských vojsk a obnově královlády v Francii přistoupily evropské mocnosti k politice udržení statu quo na evropském kontinentu. Tato politika, jejímž otcem byl rakouský kancléř Metternich, našla svou oporu v tzv. Svaté alianci, deklaraci, k níž krom papeže a Velké Británie přistoupili všichni evropští panovníci. Snažila se udržet v Evropě dosavadní státní zřízení ve všech zemích (jedním z motorů zde byla obava z nové revoluce a svržení monarchie v některé evropské zemi). 
První trhlinou ve Svaté alianci bylo osamostatnění Belgie na Nizozemí v roce 1830.
V této atmosféře se začaly objevovat na území nejednotného Německa (a později i Itálie) tendence směřující ke sjednocení a národnostní celistvosti, které vyvrcholily v roce 1832 tzv. hambašskou slavností, masovou demonstrací na hoře Hambach, volající po národní jednotě. 
Otázky týkající se národní celistvosti našly nové uplatnění během tzv. jara národů, období let 1848 až 1849, kdy v řadě evropských zemí proběhly revoluce. Němci našli svou politickou tribunu na tzv. Frankfurtském parlamentu, prvním celoněmeckém parlamentu, jehož poslanci byli zvoleni ve volbách. 
Z dalších států je třeba zmínit Švýcarsko, které za jara národů získalo uznání ostatních evropských států a přetvořilo volného spolku kantonů ve federativní stát vzniklý v roce 1847.
V roce 1848 probíhaly bouře a nepokoje také v Habsburské monarchii. Státoprávního ohrožení tyto revolty dosáhly zejména v Itálii a v Uhrách (mj. dnešní Maďarsko a Slovensko a část dnešního Rumunska), kde se různé separatistické oddíly snažily dosáhnout autonomie. 
Naplnění svých cílů dosáhli Italové po válce s Rakouskem v roce 1861, když vytvořili Italské království a Němci po rakousko-pruské válce (1866) a francouzsko-pruské válce (1870) v roce 1871, kdy provolali Německé císařství.
Mimo Evropu proběhly nacionalistické a autonomistické boje především v latinské Americe, kde došlo k osamostatnění řady států (Mexiko se v roce 1821 oddělilo od Španělka, Brazílie v roce 1822 získala nezávislost na Portugalsku, v letech 1816 až 1826 se konstituovala současná Argentina, aj.).

### Nacionalismusna neautonomních územích
Výše zmíněné státy dosáhly politické autonomie. V Evropě se však během 19. století formovala řada národů, které rovněž projevily autonomistické tendence, ale samostatnosti nedosáhly (mj. Češi, Poláci, Finové, pobaltské národy aj.). Tyto národy žily na územích, která v minulosti (nejčastěji ve středověku) fungovala jako samostatná území, poté však byla včleněna do větších státních celků (Češi do Rakouska, Poláci rozděleni mezi Rakousko, Rusko a Prusko – pozdější Německo, atd.). Osvícenské zájmy o vlastní jazyk, dějiny a kulturu a často i absolutistické tendence panovníků (v Rakousku snaha Josefa II. zavést němčinu jako jednotný jazyk monarchie) byly hlavními podněty po vytvoření národních hnutí, tzv. národních obrození. Ta se vyvíjela od snah prosadit vlastní jazyk v literární tvorbě, přes prosazení jazyka do škol a úřadů, až po nezávislost státního území. Jejich snahy došly naplnění nejčastěji až po první světové válce.

### Kolonialismus
Kolonialismus, neboli jinak též imperialismus, je politika rozšiřování sféry vlivu a moci jednoho státu nad jinými územími a státy. Tato území bývají spravována mj. jako kolonie (proto kolonialismus) a státy, jež ovládají, tvoří impéria (proto imperialismus). 
Kořeny kolonialismu leží již v raném novověku, kdy docházelo k objevování a často i následnému obsazování zámořských území (nejprve na americkém, poté i africkém a asijském kontinentu). Svého naplnění však dosáhl kolonialismus až v 19. století, kdy Velká Británie, Francie a Portugalsko a se zpožděním i Itálie a Německo, opanovaly rozsáhlá mimoevropská území. Koloniální správa nebyla pouze ekonomicky výhodná (dovoz surovin, odbytiště zboží), ale i symbol prestiže a politické a vojenské výjimečnosti. V souvislosti s kolonialismem vznikla i řada teoretických studií, které počínání evropských států schvalovaly (mj. Rudyard Kipling, Joseph Arthur Gobineau či Gustav Le Bon) a jež se později staly základem různých rasových teorií.
Boje o kolonie znamenaly rovněž rozbušku pro řadu vnitřních evropských sporů. Za největší takový konflikt je často pokládána i první světová válka. 
V první polovině 20. století se i v podrobených zemích začala objevovat národnostně-autonomistická hnutí, která vedla k vlně odpoutání kolonií od mateřských zemí, k tzv. dekolonizaci.

## Dějiny moderníhonacionalismu
Ve 20. století dosáhl nacionalismus řady forem a stal se bází řady režimů. Lze jej nalézt (již od středověku) mj. v řadě antisemitských hnutí (z nichž nejvýznamnější je nacismus), separatistických organizacích či v projevech šovinismu a rasové nesnášenlivosti.

### Dekolonizace
Proces dekolonizace započal již osamostatněním USA v roce 1776 a pokračuje v první polovině 19. století, kdy se osamostatnila řada států v Jižní Americe (viz výše). 
Hlavním impulsem dekolonizace byla druhá světová válka, během níž naléhaly USA na Velkou Británii a Francii a prosazovaly autonomii kolonií. Paralelně docházelo v koloniích k nejrůznějším formám odporu proti koloniální nadvládě (nejznámější jsou asi příklady Indie a států Severní Afriky). Od 40. let docházelo k oddělování většinou rozvojových zemí Afriky a Asie od impérií a vzniku samostatných států (např. Vietnam v roce 1945, Indie v roce 1947, Libye v roce 1951, Maroko v roce 1956 atd.). Británie zůstala spojena s těmito zeměmi prostřednictvím tzv. Commonweathu a Francie v rámci tzv. Francofonie. Tento proces pokračoval až do počátku 90. let. 
Zvláštním případem je vznik státu Izrael v roce 1948.

### Diktátorské a totalitní režimy
V 20. století vznikla na řadě kontinentů řada diktátorských režimů a dva režimy totalitní, jež do své ideologie zařadily více (např. nacismus, frankismus, fašismus) či méně (stalinismus) i nacionalistické argumenty. 
V této době také vystoupila do popředí jedna z extrémních odnoží nacionalismu, tzv. rasismus, (jeho počátky spadají již do 19. století, do období kolonialismu, jeho výrazné prosazení je však spojováno až s nacismem). Nacismus a zejména holokaust ukázaly nebezpečí rasismu, který je v současné euroamerické kultuře potírán.

### Separatistické tendence
K dějinám nacionalismu patří i různá evropská nacionalistická sdružení, která prosazují různou míru autonomie pro svá území a nabývají různých forem, od patriotismu až po extremismus. Z mírných forem těchto hnutí lze jmenovat např. Skotsko, jež získalo v rámci Spojeného království v řadě aspektů autonomii. K radikálním nacionalistickým, tzv. ultra-nacionalistickým hnutím patřily či patří některé skupiny irských, bretonských, baskických či korsických separatistů (např. Irská republikánská armáda), které k prosazení svých cílů užívaly násilí a hrozeb.